# 分號
分號（英語：semicolon，符號為 ；）表示停頓的標點符號。用法如下：
- 非並列關係（如轉折關係、因果關係等）的多重複句，第一層的前後兩部分之間，也用分號[註 1]
- 分行列舉的各項之間，也可以用分號[2]
- 分开复句中平列的句子[3][4][5]

然而，大部分人都因為分號用法複雜，而不多用「；」。
在大部分印歐語系的語言，分號的名稱為「semicolon」，有「半個冒號」之意，以顯示其外形类似于「：」。

## 用法

### 自然語言
在英語和漢語，分號主要有三個用途：
- 用在密切相關的子句之間，它通常用來取代連接詞，如「和」、「但」、「而」。例如：

1. 鯨魚是哺乳類，不是魚類；蝙蝠是哺乳類，不是鳥類。（省略連接詞「而」）[4]
2. 在英语中，分号代替并列句中连接两个完整主句的逗号+并列连词的搭配（, and）表并列或递进逻辑- 注意，分号只可代替并列连词and，不可代替but或者or。
3. A man chooses; a slave obeys.

- 分隔比逗號更強的連接，讓意思更清晰。當幾個並排單句內已經使用了逗號，它們就應以分號連接。例如：

1. 勤勞能幫助農人，使他收穫豐富；幫助工人，使他產品精美；幫助商人，使他貨物暢銷；幫助學生，使他成績優良。[4]
2. She saw three men: Jamie, who came from New Zealand; John, the milkman's son; and George, a gaunt kind of man.

- 在英語中，使用“分号+表逻辑的副词+逗号”来连接两个完整主句- 其中，表达逻辑的副词表达两个完整主句的逻辑关系，例如：

1. Everyone knows he is guilty of committing the crime; nevertheless, it will never be proven.（副词表让步逻辑）
2. Of these patients, 6 were not enrolled; thus, the cohort was composed of 141 patients at baseline.（副词表因果逻辑）

### 
- 對應Unicode和ASCII字元59或0x003B。在很多的語言，它用作分隔指令（如Pascal）或結束指令（如Ada和C語言）；在OCaml使用兩個分號分隔。在某些組合語言和Logo，以分號起首的句子是註解。

## 歷史
意大利印刷商阿尔杜斯·马努提乌斯發明了分號。他用以分隔意思相反的詞匯及表示意思有關連的陳述。本·琼森是首個有系統使用分號的英語作家。

## 電腦
分號在 Unicode 字符是 U+003B「;」。
全形分號是 U+FF1B：
- 台灣、香港、澳門和日本標準為置中，如，直排時亦然
- 中國大陸標準為靠左下，如；直排時則靠右上，新版 Unicode 增加配合中國大陸寫法之「垂直分號（PRESENTATION FORM FOR VERTICAL SEMICOLON），U+FE14」 「︔」[6]，以兼容 GB 18030
- 另有「小分號（SMALL SEMICOLON）」在 U+FE54，源自 CNS11643 / Big5。

另有相似字符在 Unicode U+037E「;」，是希臘文問號；而希臘文分號是U+0387「·」。